# Majevac (gmina Šipovo)
Majevac (cyr. Мајевац) – wieś w Bośni i Hercegowinie, w Republice Serbskiej, w gminie Šipovo. W 2013 roku liczyła 166 mieszkańców.